# Església de Santa Clara (Porto)
L'Església de Santa Clara (en portuguès: Igreja de Santa Clara) és un temple catòlic situat a la freguesia de la Sé, a la ciutat de Porto, a Portugal. El seu interior està folrat amb un dels millors exemplars de talla daurada del barroc joaní (pel rei Joan V). Fou classificada com a Monument Nacional el 1910. Està inclòs dintre del conjunt del Centre Històric de Porto, classificat com a Patrimoni de la Humanitat per la UNESCO el 1996.

## Història
Les monges clarisses que habitaven el monestir del Torrão –fundat el 1254- feia temps que el volien abandonar. El Torrão estava situat a la confluència entre el Duero i el Tâmega en un indret anomenat Entre-os-Rios i que, en aquella època, estava massa aïllat i ple d'amenaces. Per aquest motiu i per les seves reduïdes dimensions, les monges, volien mudar-se a Porto. La reina Felipa de Lancaster demanà l'autorització a la Santa Seu, concedida el 1405 pel Papa Innocenci VII.
El lloc escollit seria el conegut per Carvalhos de Monte, dintre del burg emmurallat de Porto i al costat del tram més visible de les Muralles Fernandines.
Mentrestant la reina morí i el seu marit, Joan I, assumí el compromís de construir el nou convent. El rei assistí, amb dos dels seus fills, a la benedicció de la primera pedra i costejà la major part de la seva construcció. Per això, al portal de l'església, col·locaren el seu escut d’armes, tot i que més endavant fou retirat durant les obres d'ampliació.
El Convent de Santa Clara fou fundat el 28 de març del 1416 i acabat el 1457. Les monges s'hi instal·laren el 1427.
Amb la supressió de diversos monestirs més petits en algunes localitats, entre el segle xv i el segle xvi, les monges es foren reunint a Santa Clara, portant cap al convent les seves rendes, com ara, les rendes pels terrenys d'Entre-os-Rios o el peatge sobre totes les mercaderies que passaven per riu Duero i Tâmega, mantinguts fins al segle xix.
A finals del segle xix, amb la mort de la darrera monja, el convent fou extint, el que causà la degradació de l'edifici. Posteriorment passà a ser patrimoni de l'estat i, fetes les obres necessàries, fou adaptat com a centre de salut i d'altres institucions de caràcter social i públic.

## Arquitectura
Santa Clara conserva la seva estructura arquitectònica gòtica i la seva planimetria original, malgrat les constants reformes sofrides al llarg dels segles. L'interior està format per la nau, capelles laterals, l'altar i al costat oposat, els cors alt i baix amb les respectives reixes que preservaven del contacte entre els fidels i les religioses. A la primera campanya d'obres li seguiren la del claustre, de característiques manieristes i la del mirador, el 1667. Ja a l'inici del segle xviii, la construcció dels dormitoris, l'entrada i els cors, executades entre el 1707 i el 1715. Uns anys més tard, l'arquitecte António Pereira, elevà l'alçada de l'altar i obrí finestrals per a millorar-ne la il·luminació. Aquest arquitecte realitzà, a l'època, una obra semblant a la Seu de Porto. El 1732 s'elevà l'alçada de la nau, obrint-se, també, noves finestres per sobre de les tribunes. El sostre és de cassetons pintats i motllures de fusta.
Tal com era regla en un convent femení, l'entrada a l'església es troba a la façana lateral, doncs la zona contrària a l'altar era ocupada pels cors. Aquest portal, en arc de mig punt, està flanquejat per pilastres i tondos, amb l'entaulament suportant el fris de tres fornícules que antecedeix el remat amb merlets. Conjuga elements tardogòtics i renaixentistes i fou reformat el segle xviii.
Al costat trobem l'entrada al convent. El convent és perpendicular a la façana lateral de l'església. El portal és barroc i està envoltat de dues columnes salomòniques amb capitells corintis. A sobre té una gran fornícula amb una imatge de Nostra Senyora de la Concepció, datada del 1697. L'accés als cors es fa pel portal conventual.

## Art
La principal transformació no fou aconseguida per l'arquitectura, sinó pel cobriment total de les parets per talla daurada i policromada, de fusta. La talla de l'altar i de l'arc del creuer fou executada prop del 1730 pel tallador lisboeta Miguel Francisco da Silva. El retaule exhibeix una decoració exuberant i conté imatges de Sant Francesc i de Santa Clara. Aquest conjunt fou daurat el 1744. Cal destacar la presència de nombroses sanefes de fusta tallada, tant a les capelles laterals com a l'arc del creuer, tot ocupant una funció compositiva essencial.
Malgrat ser qualificada, juntament amb l'Església de Sant Francesc, com els millors exemples d'esglésies folrades de talla daurada, Santa Clara posseeix una unitat formal que Sant Francesc, executada en diverses campanyes, està lluny de presentar.
A l'entrada trobem una pila baptismal del segle xv, de decoració senzilla, vegetalista, gravada en triangles torçats i de motllures fortes i sortints.
Les rajoles de les parets dels cors, són, de tipus patró policrom al cor baix i de tipus estora al cor alt. En aquest darrer és visible encara un panell figuratiu representant una al·legoria eucarística amb una inscripció relativa a les ànimes del Purgatori i la data 1680. També hi podem trobar una Pietà, del segle xviii, esculpida en pedra i dos magnífics orgues.